# Cymbidium teretipetiolatum
Cymbidium teretipetiolatum је врста орхидеја из рода Cymbidium и породице Orchidaceae. Природно станиште је Кина (покрајна Јунан). Нису наведене подврсте у Catalogue of Life.